# Olive (groupe)
Pour les articles homonymes, voir Olive (homonymie).
Olive est un groupe de trip hop britannique originaire de Londres. Deux de ses membres, les producteurs Tim Kellett et Robin Taylor-Firth, avaient quitté leurs groupes respectifs, Simply Red et Nightmares on Wax, avant de former Olive avec la chanteuse Ruth-Ann Boyle. Kellett avait fait sa connaissance lors d'enregistrements pour un concert live de The Durutti Column.
En 1996, le groupe sort son premier single, You're not Alone. La chanson n'aura pas un succès immédiat et ce n'est qu'une année plus tard qu'elle atteint le sommet des charts. L'album Extra Virgin, enregistré en 1995, sort la même année. Un peu plus tard, c'est au tour du single Outlaw, d'emporter un succès similaire à celui de You're not Alone.
En 2000, Olive sort son deuxième album, Trickle. Taylor-Firth avait quitté le groupe et l'album avait un son plus orienté vers la musique dance. La chanson « I'm not in Love » sera reprise dans The Next Best Thing, la bande sonore du film Un couple presque parfait.
Depuis, et comme beaucoup de groupes de trip-hop, Olive s'est fait discret. Le groupe a cessé ses activités. Tim Kellett compose pour d'autres artistes. Ruth-Ann Boyle a travaillé sur un album solo.

## Discographie

### Albums
- 1997 – Extra Virgin (RCA)
- 2000 – Trickle (RCA)

### Singles
- 1996 – Miracle (RCA)
- 1997 – You're Not Alone (RCA)
- 1997 – Outlaw (RCA)
- 2000 – I'm not in Love (RCA)